# Dohrniphora lamellifera
Dohrniphora lamellifera är en tvåvingeart som beskrevs av Borgmeier 1961. Dohrniphora lamellifera ingår i släktet Dohrniphora och familjen puckelflugor.
Artens utbredningsområde är Peru. Inga underarter finns listade i Catalogue of Life.